# 장 지오노
장 지오노(프랑스어: Jean Giono, 1895년 3월 30일 ~ 1970년 10월 8일)는 프랑스의 소설가로 첫 작품 '언덕'을 발표하여 주목을 받았고 이 후 30여편의 소설과 에세이 그리고 시나리오를 썼다.

## 생애
그는 1895년 프랑스 프로방스 지방의 마노스크에서 구두를 수선하는 아버지와 세탁을 하는 어머니의 아들로 태어났다. 가난하여 학교 교육을 받지 못하였으나, 16살 때부터 은행에서 일했다. 1차 세계대전 시에는 5년간 전투에 참여했으며, 전쟁의 참상을 직접 겪은 후 평화주의자가 되었다. 전쟁 후 은행으로 다시 돌아와 일하며 결혼하여 두 딸을 두었다. 그는 스스로 많은 고전을 읽고 습작을 하면서 작가가 되었다. 1929년 34살 때 첫 작품 '언덕'을 발표하면서 기대를 모았고, 1930년 전업 작가가 되기 위해 은행을 그만 두었고, 그 후 1970년에 세상을 뜨기까지 약 30편의 소설과 에세이, 시나리오를 써서 20세기 프랑스의 가장 뛰어난 작가 중 한 사람이 되었다. 1953년에 모나코 상을 받았고, 1954년 아카데미 공쿠르의 회원으로 선출되었다.

## 작품
- 언덕
- 나무를 심은 사람
- 폴란드의 풍차
- 권태로운 왕